# Ligularia lanipes
Ligularia lanipes là một loài thực vật có hoa trong họ Cúc. Loài này được (Vorosch.) Vyschin mô tả khoa học đầu tiên năm 1985.